# 反叛萨帕塔自治市镇
反叛萨帕塔自治市镇（西班牙語：Municipios Autónomos Rebeldes Zapatistas，缩写为MAREZ）是指1994年—2023年墨西哥恰帕斯州由新萨帕塔主义者实际控制的地区。奥文蒂克是该地区事实上的首府。该地区的实际领导机构是名为“善政委员会”的自治委员会。当地的基层组织名为“蜗牛”。该地区的政权具有自由意志社会主义和反资本主义性质。 尽管它曾试图跟墨西哥政府进行谈判，之後更與之簽訂《圣安德烈斯协定》，但该地区的自治权至今尚未得到政府承认。
萨帕塔民族解放军的成员不可在自治市镇的领导机构中任职。不仅如此，根據其憲法，秘密革命原住民委员会的任何指挥官或成员都不得在这些地方掌權，或担當任何政府职务。
該些市镇分散在各個官方城鎮之內，甚至出現同一城鎮擁有多個市镇的情況，比方說奥科辛戈便出現了這種情況。該些自治市镇由自治区委员会負責协调，它的主要目標是促進該些自治市镇的教育和衛生情況。他们还致力於改善土地权益、劳工、贸易、房屋、燃料供应等问题，並促進文化藝術發展（特別是原住民語言及傳統）、進行司法管理。

## 成立背景
1994年1月1日，數以千計的萨帕塔民族解放军成員佔據了恰帕斯州的城鎮，並焚燒警局、占领政府大楼，跟墨西哥軍發生小規模衝突。該些解放军成員認為他們的社区應保障以下事物：「工作、土地、住房、粮食、保健服務、教育、独立、自由、民主、正义、和平」。在革命期间，萨帕塔主义者从大地主手中夺走了一百多万畝土地。

## 管理
在地方層面，該些地區會以公民集會的形式來進行決策，每個集會可容納大約300個家庭。當中只要當事人年滿12歲，即可加入討論。該些集會以達至共識為目標，但有時也會採取簡單多數制。各個社區可以結盟，以此建立自治市鎮，自治市鎮同樣可以互相結盟，形成一個分區。截至2018年，它共有五個分區，約360,000人。
每个社区有3个主要的行政架构：（1）專員部，負責日常管理；（2）土地管理委员会，负责处理林业事務和周边纠纷；（3）办事处，负责社区警务。

## 經濟
萨帕塔自治市镇經濟主要由勞工合作社、家庭农场和社区商店支撐。善政委员会則負責向社区提供低息贷款、免费教育、广播及保健服务。他們的經濟基本上達至自給自足的水平，並以農業為主。合作社主要生产玉米、豆类、咖啡、香蕉、糖、牛畜，並會從事製衣事務。各個社區廢除了私有產權，但尊重個人產權；並成功使土地集體化。而他们每年向国际市场销售總值过4400万美元的商品。由于住民成功實行了土地集體化和参与式民主制度，故此他們與墨西哥的其他貧困社區相比，飢餓和暴力的情況明顯較少發生。

## 公共服務

### 教育體系
薩帕塔主義者於當地辦了數百所學校，當中有數千名教師負責教導學生。該些學校把民主奉為原则，容許學生跟社區一起決定學校課程，他們亦不會採用學級制去區分學生。

### 醫療衛生
反叛薩帕塔自治市鎮為住民提供了免費而又高質量的全民醫療衛生照護。不過藥費仍需自付，以抵消進口成本。社区的住民普遍認為，當地的卫生服务質素明顯較恰帕斯州其他地方為佳，而且當中亦較少歧視原住民。它还跟周邊的医院合作，讓他們在需要用到只有自治市镇才能提供的醫療設施時，免费為其接收涉事病人。薩帕塔主義者為了提高社區福祉，而在1994年以後於當地新建了2所醫院及18間保健診所。2014年的一项研究顯示，萨帕塔自治市镇的医疗保健體系取得了以下成就：
- 在2010年，萨帕塔社区成功為63%的孕妇提供医疗援助，而非萨帕塔社区的相關比率只有35%。
- 在2010年，74%的萨帕塔社区可在家中使用厕所设施，相比之下親政府社區的相關數字只有54%。
- 在2013年，84%的萨帕塔社区接种了預防疫苗。親政府社區的相關數字只有75%。
- 在2013年，32%的萨帕塔住民患有肺结核。在大部分亲政府社區，相關數字升至84%。
- 癌症筛查和性健康检查的頻密度較革命前高。
- 在過去孕产妇死亡率很高的地區，到了研究開始時已有至少8年没有相關記錄。
- 酒類飲料已在當地絕跡，这与许多疾病和感染的發生率下降有直接關係，包括溃疡、肝硬化、营养不良、手术創伤[22]。

2016年，一篇有關自治社區歐文提克的文章表示：
在歐文提克社區，有著一間可謂『麻雀雖小，五臟俱全』的醫療診所，它提供了基本的保健服务。门上的牌子写着每週五天提供一般咨询、妇科、视光、实验室檢測服务；七天二十四小時無間斷提供急症服务。此外，他们似乎有一辆闪亮的新救护车以供使用。牙科及超声波检查等服務每週則有几天提供。

### 水利
许多萨帕塔社区位于农村地区，几乎没有自来水。为向社区提供淡水，自治市镇开展了许多项目。其中，Roberto Arenas是一个小规模的泽套人社区，在团结活动家的帮助下，他们建立了自己的供水服务。这些项目是通过民主方式协调的。Ramor Ryan的一篇文章指出：:10
自治市鎮的善政委员会将议案提交给其选举产生的供水委员会，并对各种方案进行权衡。善政委员会征求各方意见，包括当地的EZLN指挥官和秘密委员会成员，最后，丛林中这片特定地区近半数的居民讨论过这个问题之后，Roberto Arenas社区得到告知他们的请求是否具备实现条件。这个过程与世界上任何地方的地方议会都类似，但有一个重大区别：国家当局完全不参与；这是一个由社区人民监督的自治过程。管理者和管理者之间没有区别，两者是一体的。
Ryan介绍了供水工程的完工过程：:279
我们完成了许多零碎工作，在不同地方做了很多细微调整。帮人们建造家庭水龙头支架，在这和那挖坑，测试水压，拧紧阀门。早上，一群妇女聚在一起，为集体洗衣区组装一个水龙头架。我们专门准备了一袋水泥——最后一袋，用于以后建造一个大水泥池子。每天都会遇到一些小麻烦——有人跑来说家里没水了，但通常只是水管堵塞或连接问题。实际上，这个供水系统近乎完美，运转良好；这是一个堪称典范的项目。

## 环境保护
萨帕塔主义者开展了许多项目，以保护和恢复拉坎顿丛林受损的生态系统，包括禁止使用化肥和杀虫剂，以及抵制金属和原油采掘。据一位2016年在Oventic镇逗留过的人说：
还有一些别的事情——我花了很长时间才发现。后来我终于明白了：这里没有垃圾，甚至连一块巧克力棒的包装纸都没有。
萨帕塔主义者还开展了饲养蜜蜂和植树造林活动，包括种植3万多棵树，以保护水源（鉴于恰帕斯州水资源日益匮乏，这一点尤为重要），扭转热带雨林因砍而减少的趋势，并提供食物、燃料和建筑材料。饲养蜜蜂的目的是扭转蜜蜂数量大量减少的局面，生产蜂蜜，用于食品、生态重建和制造蜡烛。美国生态社会主义学者乔尔·柯维尔赞扬了萨帕塔主义者为建设生态社会所做的努力。

## 2023年改组
在2023年11月初，莫伊塞斯副司令签署的一份公报宣布解散反叛萨帕塔自治市镇，以及他们的善政委员会。 公告宣布，自即日起，所有与反叛萨帕塔自治市镇相关的职位和文件将被视为无效。 声明澄清，卡拉科尔（萨帕塔社区中心）将继续为当地人提供服务，但将“对外人关闭”。
尽管他没有描述解散的具体原因，莫伊塞斯提到了沿着危地马拉-墨西哥边境的卡特尔暴力上升，许多自治市镇都位于那里。 恰帕斯州已经经历了人口走私、毒品贩运和锡那罗亚卡特尔与新生代贾利斯科卡特尔之间的公开冲突的上升。 在2021年9月，萨帕塔民族解放军曾将该州的情况描述为“内战”。 萨帕塔人报告说，他们与墨西哥政府有关联的卡特尔在该地区进行了“路障、抢劫、绑架、敲诈、强迫征兵、[和]枪战”。 声明描述了恰帕斯的城市处于“完全混乱”状态， 其中许多城市（包括圣克里斯托瓦尔-德拉斯卡萨斯、科米坦、拉斯马加里塔斯和帕伦克）都被卡特尔控制。 他们还报告说，墨西哥军队和墨西哥国民警卫队，已经向该地区部署了数千名士兵，但没有打击犯罪暴力；他们声称，墨西哥国家的部队只在那里防止非法移民到美国。
根据声明，解散反叛萨帕塔自治市镇的决定在公告发布前几个月就已经讨论过。 有人猜测，这一决定是由于即将到来的2024年墨西哥大选。根据墨西哥人类学家加斯帕尔·莫尔克乔的说法，萨帕塔人也变得“越来越孤立”，与其他组织切断了联系。莫尔克乔声称，这导致许多年轻一代离开反叛萨帕塔自治市镇，以寻求工作或教育。 莫伊塞斯承诺，未来的声明将澄清这一决定的原因，以及“萨帕塔自治”重组的细节。声明还表示，萨帕塔人打算庆祝他们起义30周年，邀请人们前来，同时警告说恰帕斯不再安全。
在该月中旬，萨帕塔民族解放军发布一份声明，宣布自治地区的新结构。新结构更加分散，将取代先前解散的自治市镇，使基层社区能够更好地团结和行动。